# توماس س. إيلدر
توماس س. إيلدر (بالإنجليزية: Thomas C. Elder)‏ هو محامي أمريكي، ولد في 16 أبريل 1834، وتوفي في 22 نوفمبر 1904.